# Miguel García Vivancos
Miguel García Vivancos (Mazarrón, 19 d'abril de 1895 - Còrdova, 23 de gener de 1972) fou un pintor espanyol i anarquista, membre de la CNT.

## Biografia
Aprenent a l'arsenal de Cartagena, va marxar amb la seva mare vídua i germans a Barcelona. Va entrar en l'organització anarquista, formant, per lluitar activament contra els pistolers contractats pels empresaris per reprimir les reivindicacions obreres, el grup Los Solidarios juntament amb Buenaventura Durruti, Francisco Ascaso, Joan García Oliver, Gregorio Jover, Ramona Berri, Eusebio Brau, Manuel Campos i Aurelio Fernández, encapçalant el Comitè de Milícies que organitzà els fets de Bera de 1924.
Durant la guerra civil va manar la Columna los Aguiluchos que va sortir de Barcelona a lluitar al front d'Osca. Va dirigir la 125a Brigada Mixta i la 25a Divisió de l'Exèrcit Popular de la República en les batalles de Belchite i Terol.
Fugit en acabar la guerra civil a França, va ser reclòs el 1940 en el Camp d'internament de Vernet d'Arièja. Va romandre allí en començar l'ocupació nazi, sent alliberat per la resistència francesa, a la qual s'incorporà.
Després de la guerra va treballar en molt diversos oficis. Un dia va començar a pintar escenes i paisatges de París en mocadors per vendre'ls-hi als soldats nord-americans. És així com va descobrir els seus dots per a la pintura començant a plasmar les seves obres en oli sobre llenç.
L'any 1947 va conèixer Picasso qui el va acollir amb afecte, ja que havia sentit de les seves accions durant la guerra civil. Picasso es va interessar per la seva pintura i li va buscar la marxant María Cuttoli perquè s'ocupés de donar-lo a conèixer. L'any 1948 va realitzar la seva primera exposició a París a la galeria Mirador. Es va fer un nom i en una de les seves exposicions André Breton li va dedicar unes línies, dient: L'art que Vivancos manifesta en la seva pintura, és el do del que es plau per descobrir l'art per si mateix; és la invirginal consagració de la vida per ventura vençuda per endavant, però al costat de la possibilitat de recomençar-la cada vegada.

## Museus
- Museu d'Art Modern de París
- Museu d'Art Modern de Nova York
- Museu d'Art Modern de Río de Janeiro
- Museu d'Art Modern de Skopje
- Museu Internacional d'Art Naïf "Manuel Moral". Jaén.

## Col·leccions
Les seves obres van ser adquirides per famosos personatges com François Mitterrand, David Rothschild, Helena Rubinstein, Greta Garbo, entre d'altres.

## Exposicions
- Galeria Mirador. París, 1948.
- Galeria Mirador. París, 1956.
- Galeria Weil. París, 1957.
- Galeria Norval. París, 1958.
- Galeria Charpentier. París, 1964.
- Galeria Ramón Durán. Madrid, 1971, passant però la seva exposició desapercebuda tant per la crítica com pels col·leccionistes.
- Galeria Arteta. Bilbao, 1972, amb gran èxit. Fins i tot col·leccionistes de Madrid de pintura naif i que no s'havien assabentat de l'exposició que havia realitzat en aquesta ciutat un any abans, es van traslladar a Bilbao per adquirir la seva obra.
- Galeria Arteta. Bilbao, 1974.

### Exposicions col·lectives
- "Les Peintres Naives". París, 1960.
- "Laienmaler". Basilea, 1961.
- "Pittori Naifs". Roma, 1964.
- "Die Lusthof der Naieven". Rotterdam-París, 1964.
- "Le Panorama Internationale de la Peinture Naive". Rabat, 1964.
- "Von Rousseau bis heute". Zagreb-Belgrado-Rijeka-Ljuhijana", 1970.